# Догляд за домом
Догляд за домом — це практика, за якої особа, яка залишає свій дім на певний період часу, довіряє його одному або декільком «доглядачам», яким за взаємною згодою дозволяється тимчасово жити або залишатися у власності в обмін на виконання будь-якої комбінації обов’язків. Це може включати догляд за домашніми тваринами власника будинку, виконання загального технічного обслуговування (включаючи басейни, газони, системи кондиціонування повітря тощо), недопущення порушників на територію, переадресування пошти та загалом переконання, що все проходить гладко, як якщо б власник був удома.